# Bliksemschicht (A16)
De bliksemschicht is de (bij)naam van een Z-vormige stalen uitkijktoren langs de A16
en de HSL ter hoogte van Prinsenbeek. De toren werd gebouwd in opdracht van de gemeente Breda naar een ontwerp van Martien Kuipers.
De uitkijktoren staat langs het (snel)fietspad tussen Breda en Etten-Leur. De staalconstructie is 22 meter hoog en staat op een kunstmatige heuvel van 6 meter hoog. De toren werd april/mei 2008 gebouwd en is sinds juli 2009 voor het publiek toegankelijk.